# Parc national de la Vjosa
Le parc national de la Vjosa (en albanais : Parku Kombëtar i Lumit të Egër Vjosa) aussi appelé parc national Rivière sauvage, est une aire protégée en Albanie, située dans la moitié sud du pays et à la frontière avec la Grèce. Désigné le 15 mars 2023, la rivière Vjosa est le premier « parc national de rivière sauvage en Europe ».

## Historique
L'Albanie, en tant qu'ex-alliée de l'URSS, a vu s'effondrer son système politique avec la fin du bloc soviétique en 1991. Il aura fallu aux gouvernements albanais successifs un peu plus de 20 ans pour envisager publiquement, en 2013, un plan de sauvegarde et de classement du fleuve Vjosa.
Plusieurs fois, les vallées du Vjosa ont été convoitées par des énergéticiens, comme l'entreprise turco-albanaise Ayen-Alb qui, en 2021, contesta en justice une suspension de permis pour un chantier hydroélectrique.
Le 15 mars 2023, le Premier ministre albanais Edi Rama et la ministre albanaise de l’environnement et du tourisme, Mirela Kumbaro, déclarent la rivière Vjosa parc national « rivière sauvage » lors d'une cérémonie officielle à Tepelena. 
Cette déclaration gouvernementale classe l’ensemble de la rivière Vjosa – de la frontière avec la Grèce jusqu’à la mer Adriatique – ainsi que ses affluents coulant librement, au niveau II de l'UICN, c'est-à-dire au plus haut niveau de protection nationale possible pour un cours d'eau, une première en Europe. 
Ce réseau fluvial totalise une longueur de plus de 400 kilomètres.

## Géographie

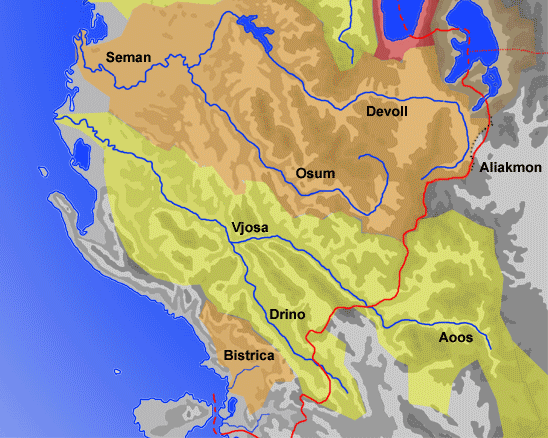
L’aire en jaune représente le bassin versant de la Vjosa et de son principal affluent, le Drino ; la ligne rouge symbolise la frontière entre l’Albanie et la Grèce.

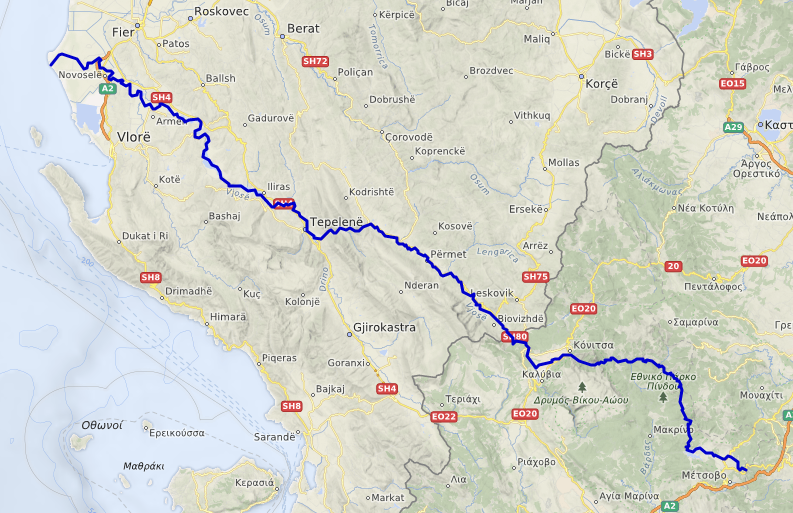
La Vjosa (en bleu) des deux côtés de la frontière albano-grecque. Seule la partie albanaise (200 km linéaires sur la Vjosa, environ 400 km de cours d'eau au total avec ses affluents) est concernée par le classement.

### Hydrographie
Sur une longueur de 270 km (dont 190 km sont situés en Albanie), la rivière coule naturellement sans être dérangée à travers des canyons étroits, des rapides, des îles et des méandres qui créent des paysages attrayants.
Le parc dans son ensemble a une superficie combinée de 12 727 ha (127,27 km²) et a reçu une désignation de catégorie II de l’UICN visant à le protéger des barrages, de l’extraction de gravier et d’autres activités dommageables, à assurer son intégrité écologique tout en permettant aux processus naturels de se produire et en soutenant la population de ses espèces indigènes.

## Faune
Encore largement inexplorée par les naturalistes, des scientifiques y ont déjà recensé plus de 1 200 espèces animales, dont une quarantaine sont des espèces menacées, comme l'anguille européenne, la loutre ou le vautour égyptien, de même que le lynx des Balkans, en danger critique d’extinction, dont on estime qu’il n’en reste que 15 specimen.  

## Protection
Cette réglementation permet au fleuve et à ses affluents de continuer à s'écouler naturellement, tout en contribuant à protéger les 1 100 espèces animales qui y vivent, dont certaines ont été découvertes récemment – et dont plusieurs dizaines sont menacées à l'échelle mondiale. Sans parler de la protection d'environ 100 000 personnes dont les moyens de subsistance, la culture et le mode de vie sont intimement liés à la qualité sauvage de la Vjosa depuis quelques siècles.
Outre la protection contre des projets financiers sur son cours, certains défis de long terme et d'origine anthropique demeurent pour ce parc national. En 2012, une étude de Çiljeta PIRO et Klementina PUTO de l'université de Tirana, démontre une contamination du fleuve 4 à 5 fois supérieure aux normes européennes et albanaises en bactéries coliformes et en streptocoques ; cette pollution est clairement établie comme d'origine anthropique (mauvaise gestion des eaux usées provenant de fermes, hameaux, villages établis sur le cours du fleuve et de son affluent principal, le Drino).

## Galerie

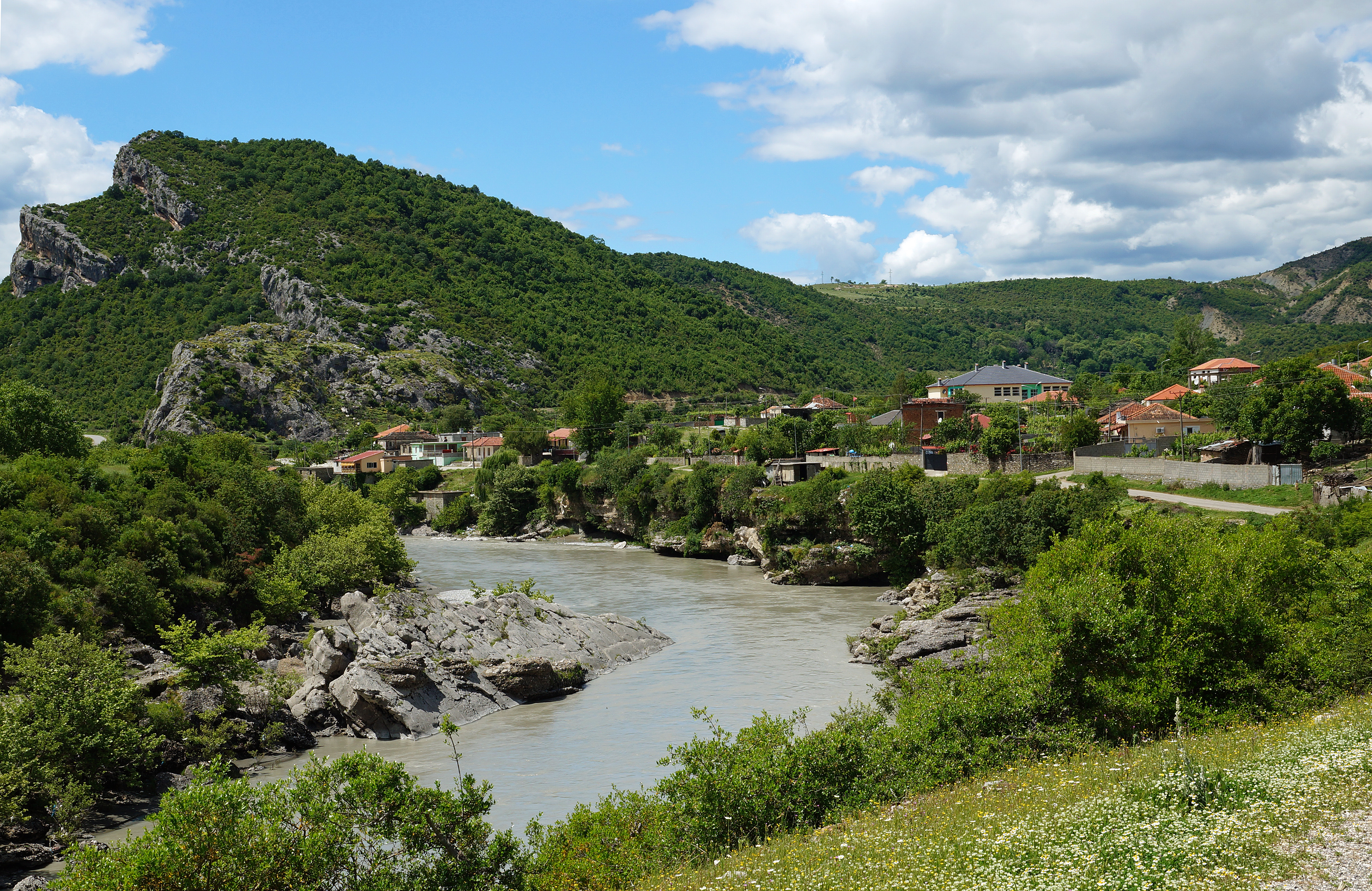
Le village de Petran (en), sur la Vjosa (2014) ;
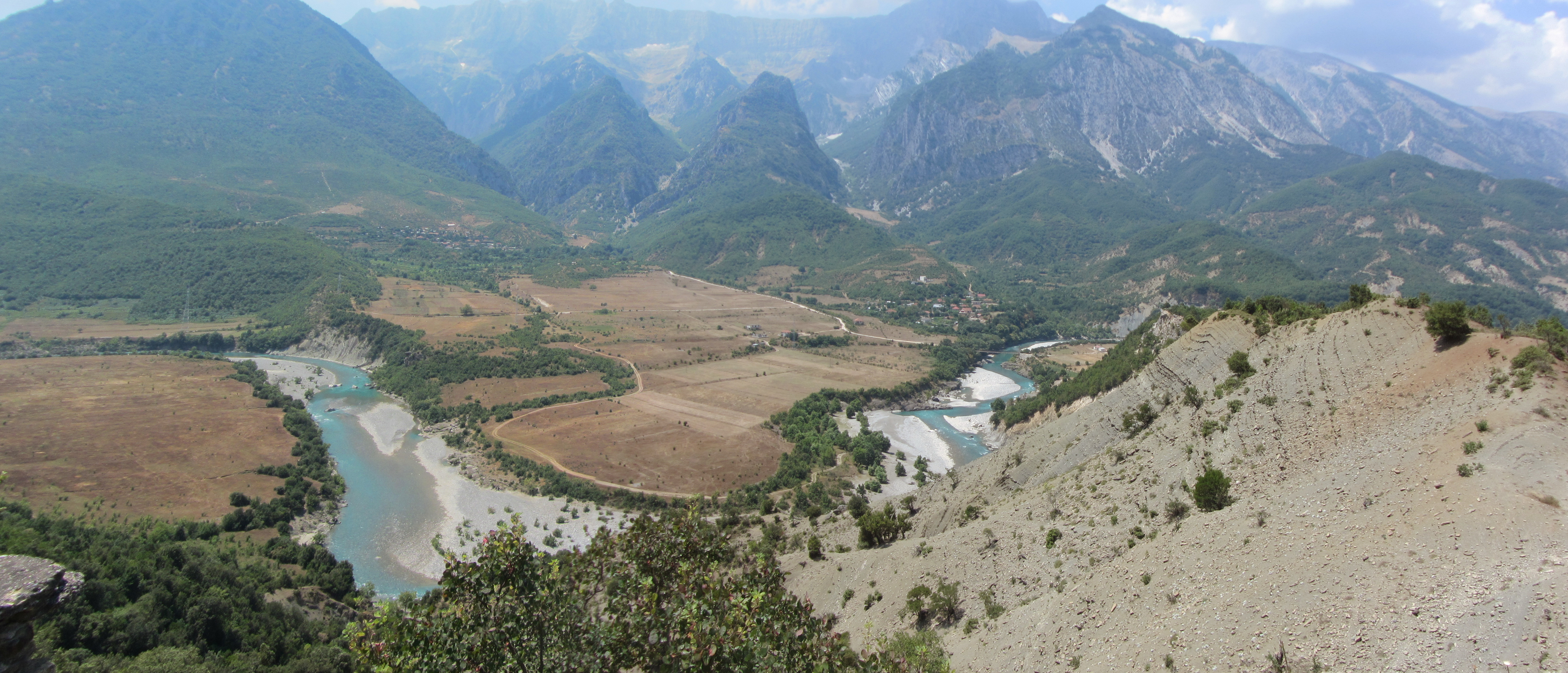
Vjosa près de Çarçovë (en) (2016) ;
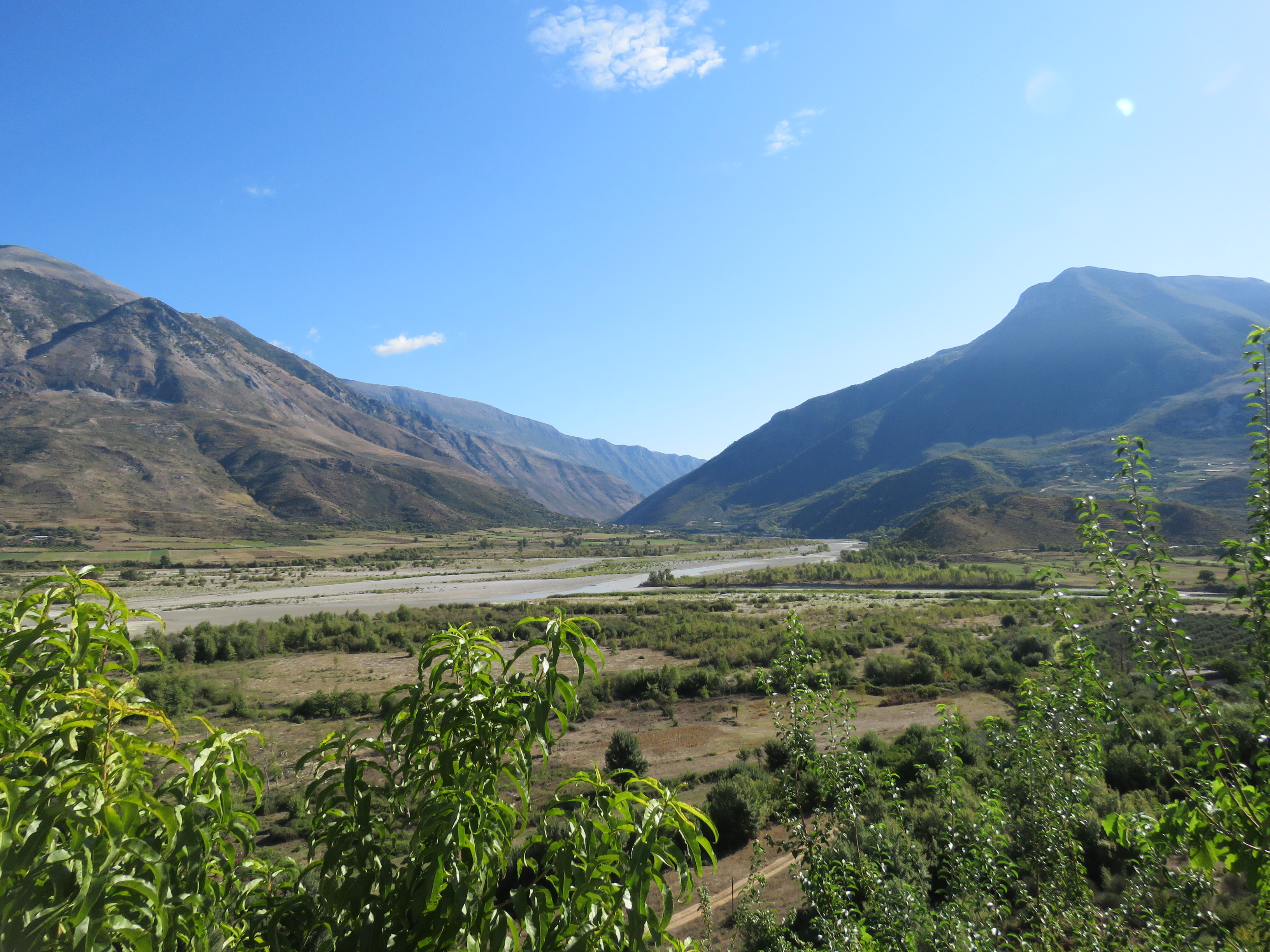
confluence de la rivière Drino avec la Vjosa, près de Tepelena (2022) ;
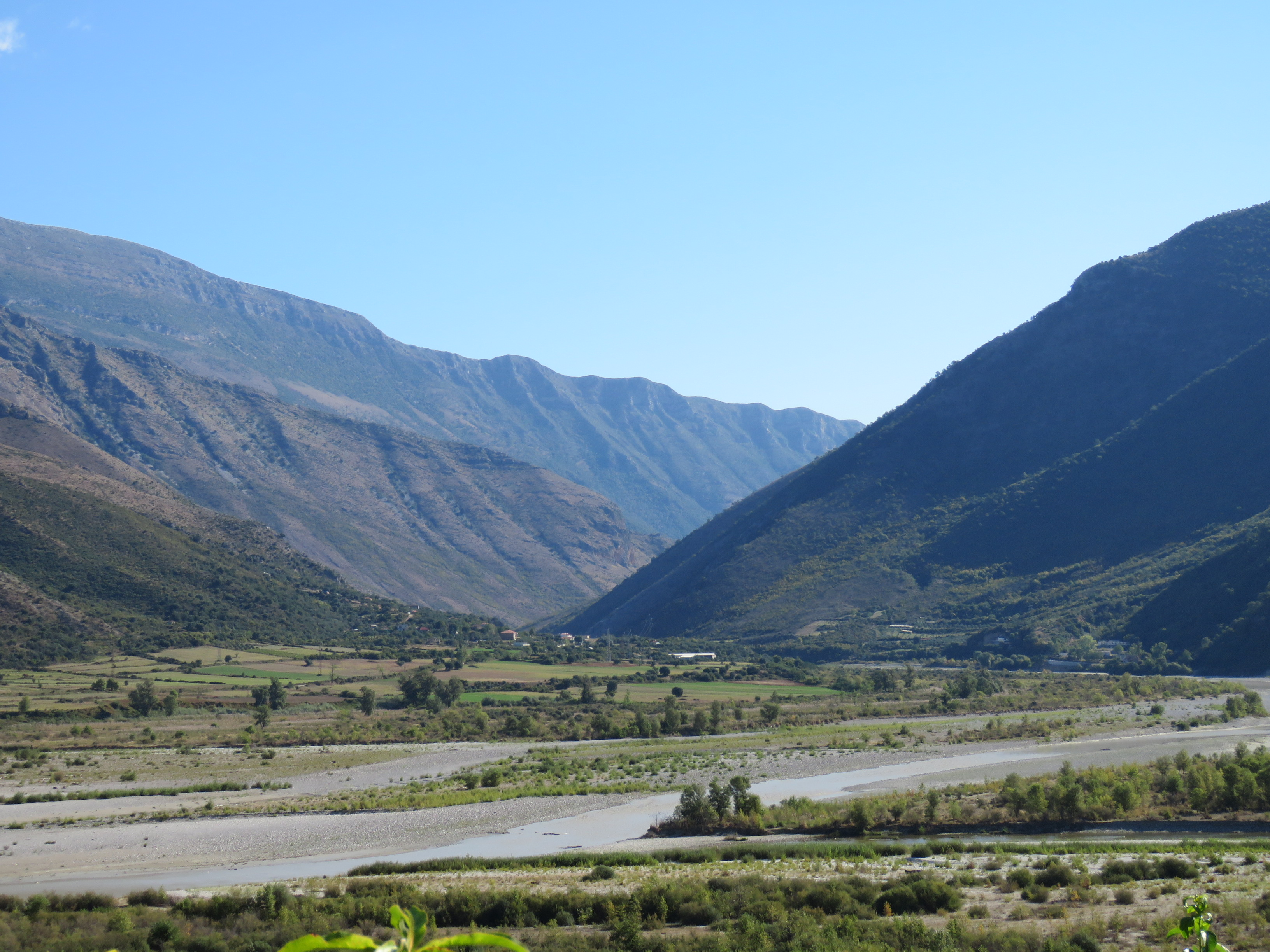
autre vue de la confluence Drino-Vjosa (2022) ;
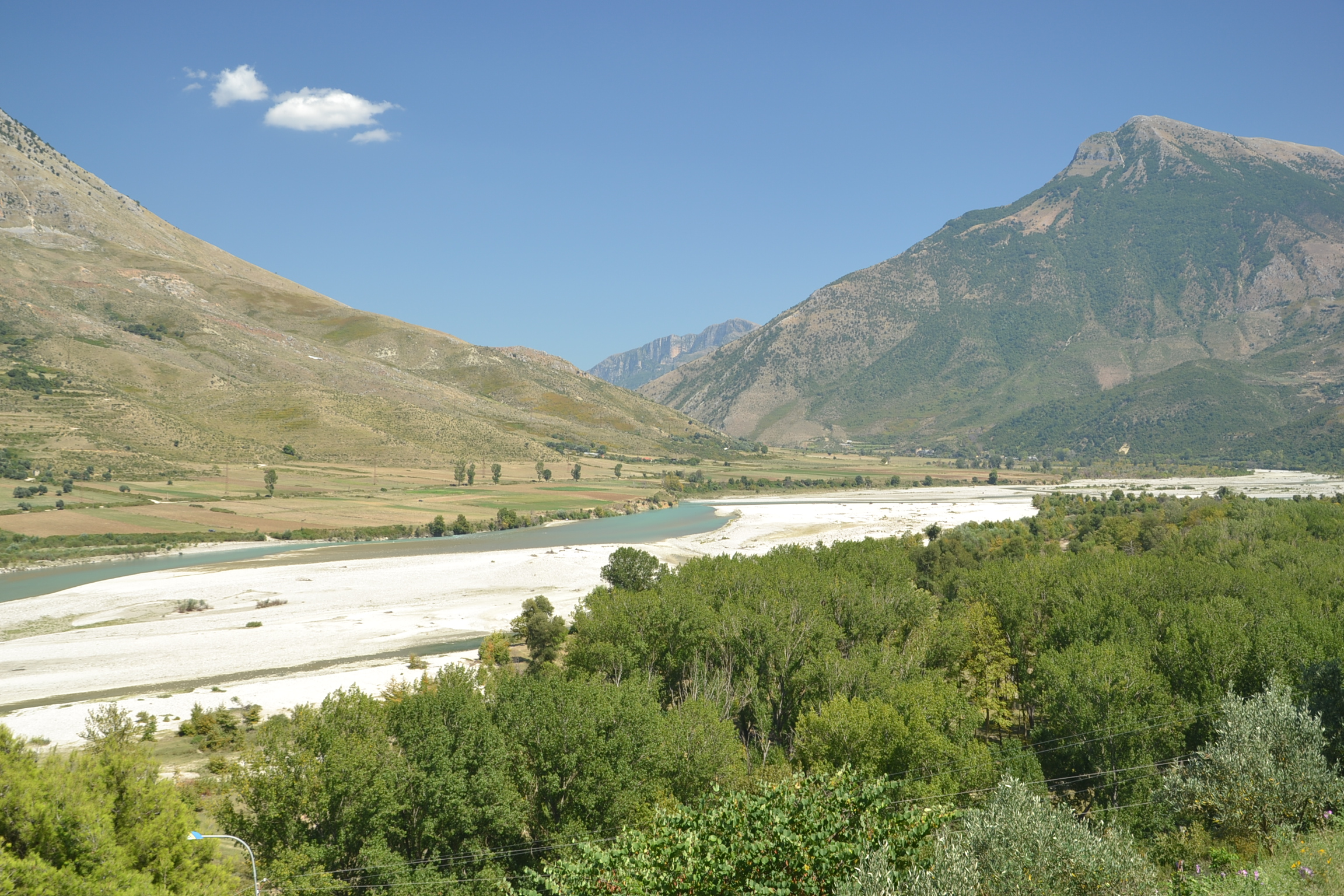
le cours naturel du fleuve permet à des plages de galets ou de sable d'émerger annuellement (2014) ;
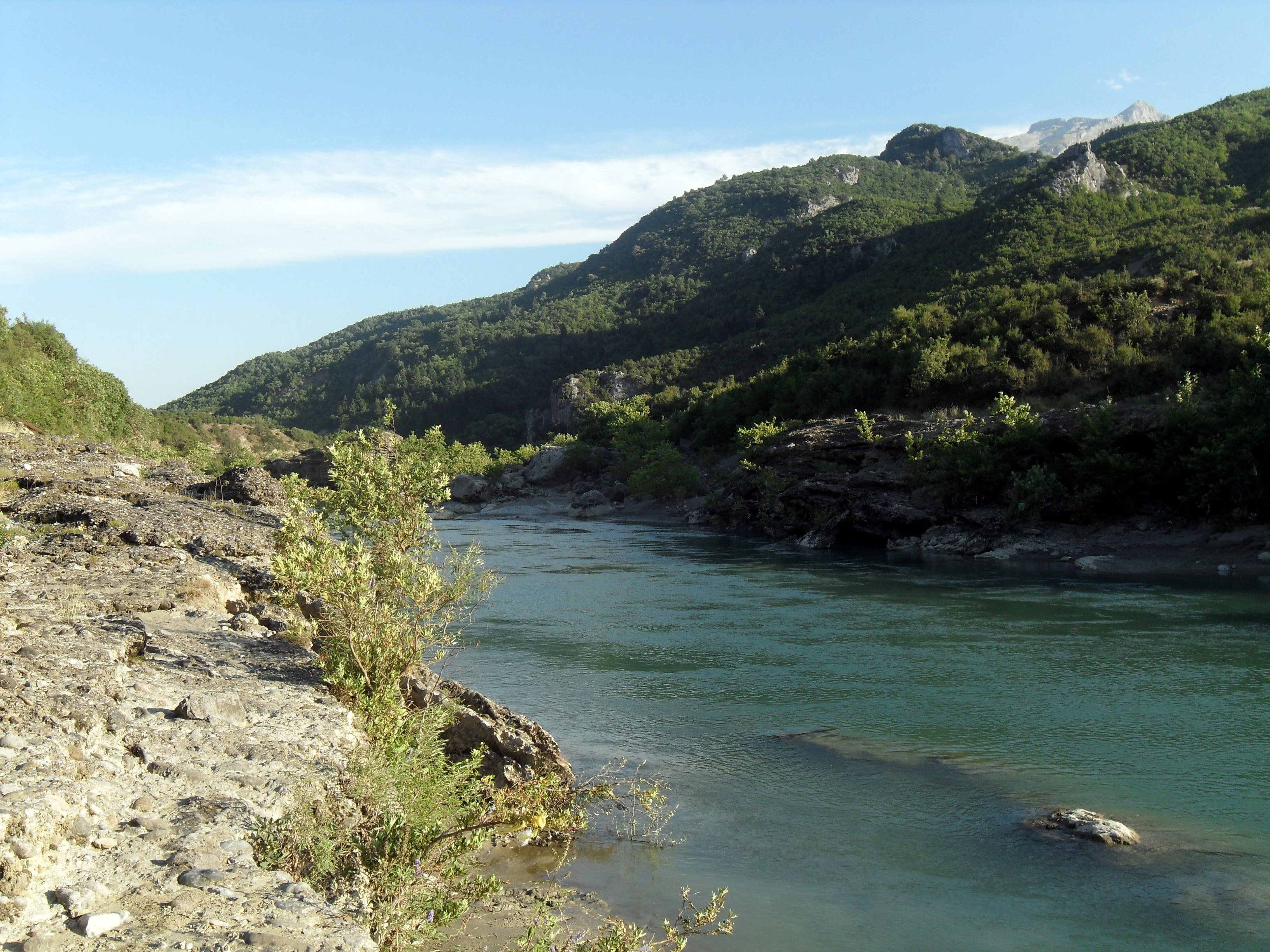
à l'est de Permët (2010) ;
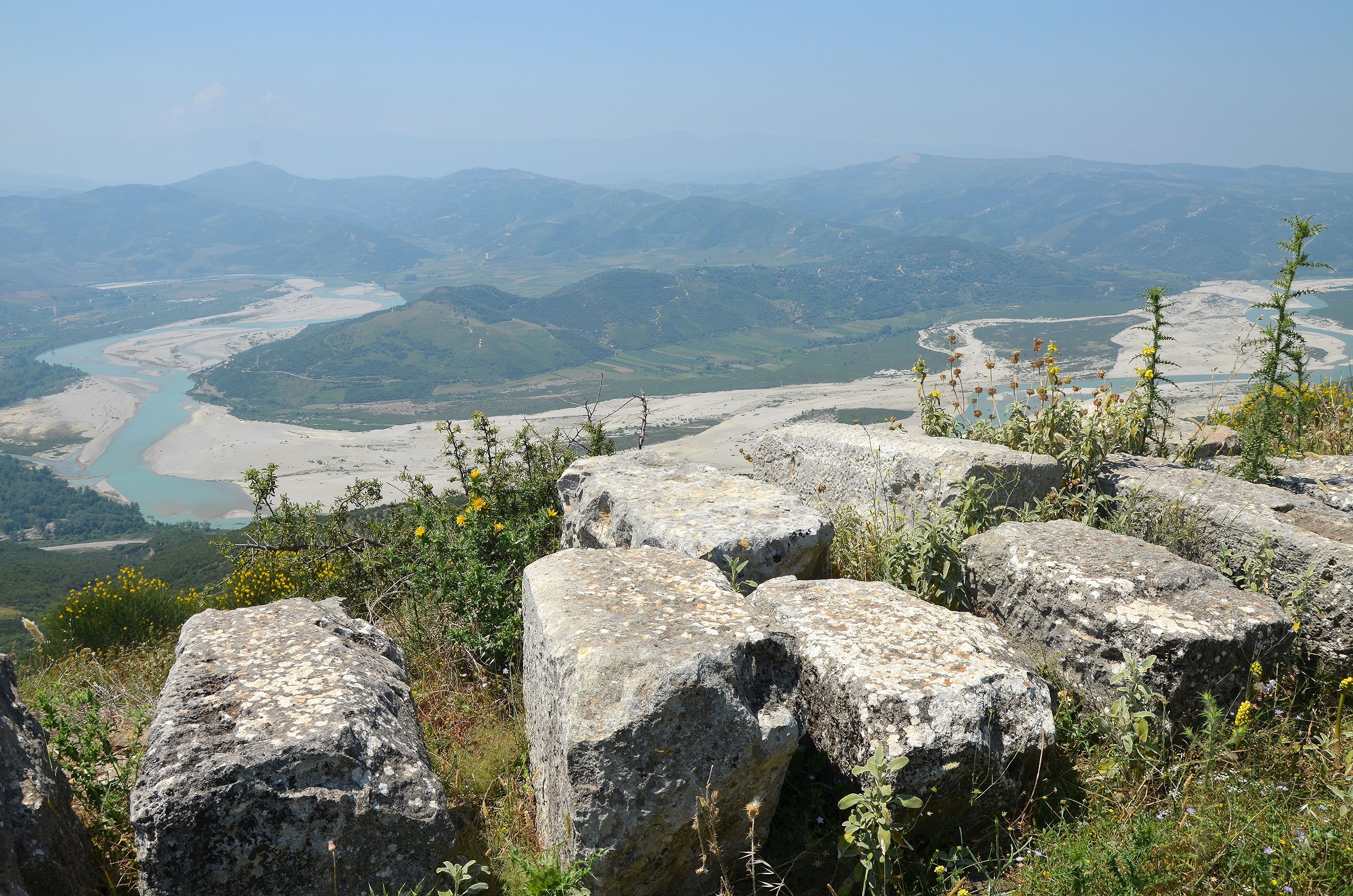
vue depuis le site antique de Byllis (2016) ;
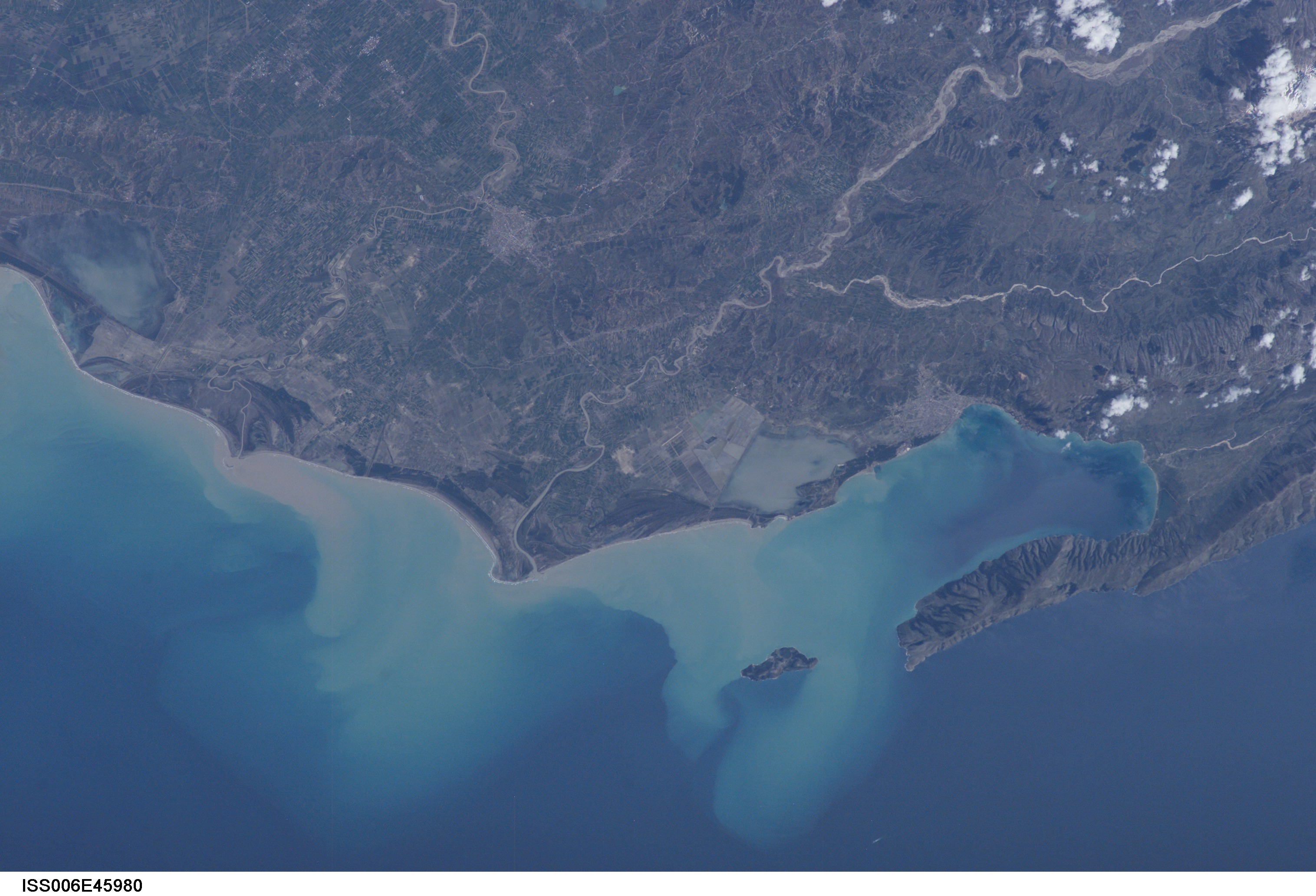
delta de la Vjosa, depuis la SSI (2003) ;
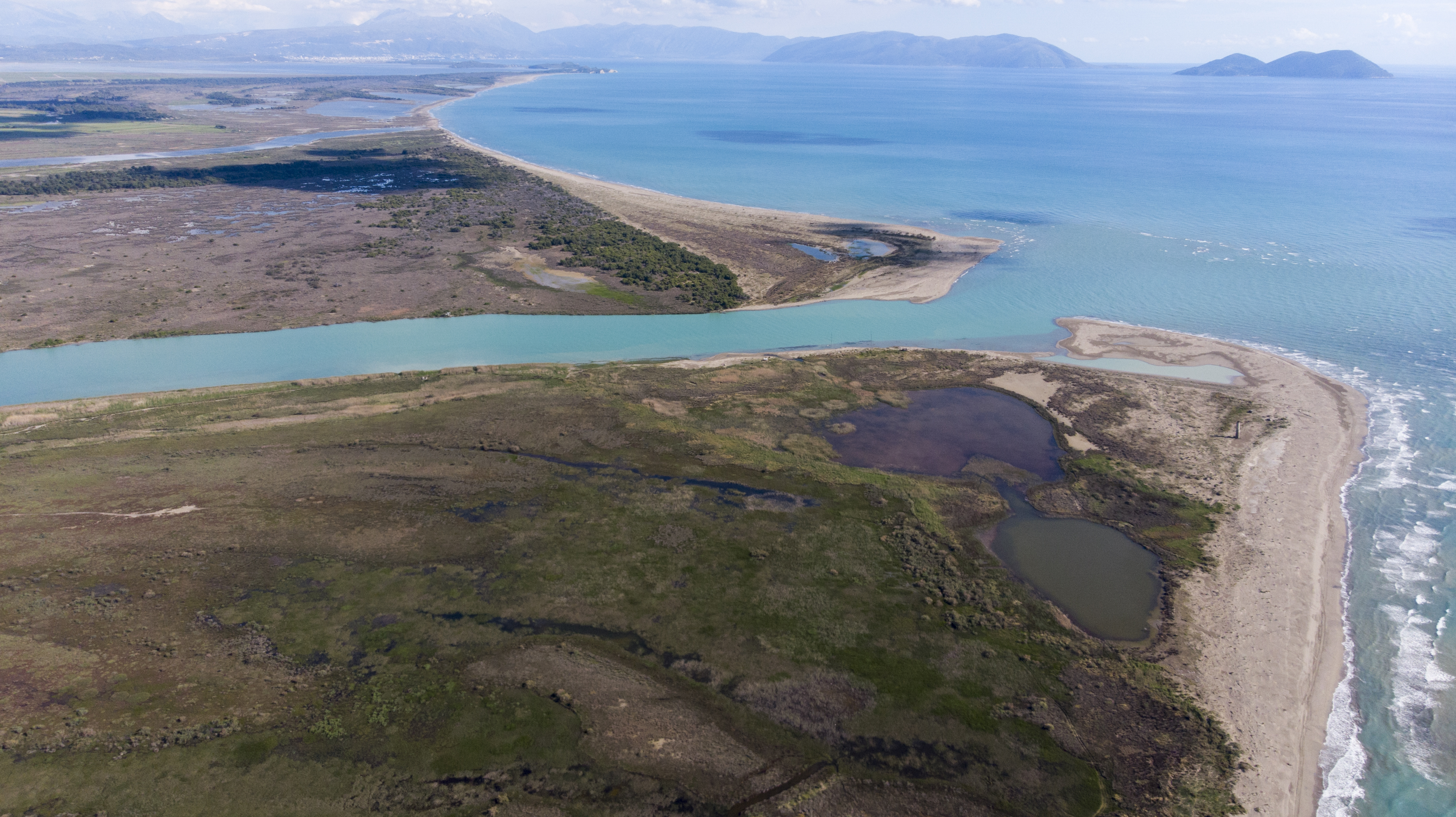
vue aérienne de l'embouchure de la Vjosa (2019). Au fond sur le littoral, la lagune de Nartë ;